# إتسيو أوديتوري
إتسيو أوديتوري (بالإيطالية: Ezio Auditore) هو بطل للعبة أساسنز كريد 2، وأساسنز كريد: برذرهود، وأساسنز كريد ريفيليشنز. هو أحد أجداد ديزموند مايلز من جهة الأب، ويلتقي نسله مع عائلة كينواي إدوارد وكونور، لكنه لا يمت بصلة قرابة إلى الطائر بن لا أحد الذي يعد أحد أسلاف ديزموند من جهة الأم. ولد إيزيو لعائلة نبيلة فلورانسية في عصر النهضة ، وسيم المظهر معسول الكلام، وقضى معظم حياته في الانتقام من قاتلي نصف عائلته.

## حياته
ولد إيزيو في فلورنسا في الرابع والعشرين من يونيو عام 1459 وهو الابن الثاني من أربعة أبناء فيدريكو البكر وأخته كلاوديا وشقيقه الصغير بيترينشو، والديهما جوفاني أوديتوري و ماريا أوديتوري، نشئ بين عائلته وأخوته حتى بلغ السابعة عشر من عمره وهو لايعرف سواء إثارة المشاكل واللهو، في تلك الفترة وقعت مؤامرة اسفرت إلى إعدام والده والذي كان أساسن وأخويه الذكور، عندها قرر الانتقام من يوبرتو البيريت .
هرب مع والدته وأخته من فلورنسا إلى أحد الأرياف الإيطالية تدعى مونتيريجوني عند عمه ماريو، حيث استقر فيها وتعلم المبارزة والقتال و إنضم إلى منظمة المغتالين، وفي عام 1478 أخذ يتنقل بين فلورنساوسان جيمنيانو (قرية) بمساعدة عمه لاغتيال الأفراد المتورط في إعدام عائلته أحبط فيها محاولات عائلة باتسي لإسقط عائلة ميدتشي من الحكم التي نتجت عنها مقتل جوليانو دي ميديشي و إصابة لورينزو دي ميديشي.
في عام 1481 غادر إلى البندقية مع ليوناردو دا فينشي مكث سبع سنوات اغتال فيها عدة أشخاص مسيطرة من عائلة Barbarigo مثل ماركو بارباريجو وإيميلو باباريجو , سيلفيو بارباريجو . عاد بعدها إلى مونتي ريجوني استقر فيها 10 سنوات مع عمه وبقيه إسرته، حيث انه في عام 1488 ساعد حاكمة فورلي كاترينا سفورزا كاترينا سفورزا بفك حصار فورلي , وفي عام 1498 قضى على فتنة سافونارولا التي سيطرت على فلورنسا و في عام 1499 غادر إلى روما لاغتيال رودريك برجيا حيث أنه قد أصبح البابا إسكندر السادس ولكنه يعفو عنه ويعود إلى مونتي ريجوني .
في عام 1500 هاجم جيش تشيزري بورجا ابن رودريك بورجا إسكندر السادس مدينة مونتي ريجوني انتقاما لوالده، أسفرت بمقتل ماريو أوديتوري و أسر كاترينا سفورزا التي كانت في زيارة للمدينه وأصيب فيها إيزيو ولكنه هرب مع أسرته إلى روما ، حيث أنه التقى بنيكولو مكيافيلي الذي ساعده على الشفاء والنهوض من جديد، كرس فيها وقته في القضاء على أسرة بورجا و تجنيد الأفراد لمنظمة المغتالين وهو في عمر يناهز 41 عاما وبالفعل في عام 1503 أسقط فيها عائلة بورجا بعد موت رودريك بورجا مسمومٌا وأسر تشيزري بورجا من قبل يوليوس الثاني , ولم يمر سوى تلاث سنوات حتى هرب فيها تشيزري بورجا ولجأ إلى مملكة نافارا، عندها في عام 1507 غادر إيزيو إلى فيانا ليلتقي بتشيزري للمرة الأخيرة أثناء الحصار نافاريه في أحد أسوار المدينة وقام بقتله .
عاد إيزيو إلى روما و لبث فيها حتى عام 1511 رحل إلى القسطنطينية حيث أنه التقى بسليمان القانوني حينها كان سليمان يتعلم، وتعرف بمهاجرة إيطالية تدعى صوفيا وقع في حبها وتزوجها، مكث في القسطنطينية لعامين تورط خلالها في نزاعات الحكم بين أحمد بن بايزيد وسليم الأول مما جعل يغادر القسطنطينية عائدٌا إلى فلورنسا وعمره يناهز 54 عامٌا، استقر هو وزوجته صوفيا وإبنتهم فلاوديا بمنزل ومزرعة للعنب في إحدى أرياف فلورنسا بعد تركه لمنظمة المغتالين .

## الصفات الجسدية والشخصية
تميز إيتسيو بمهارته على المبارزة بالسيوف، إضافة إلى قدرته على رمي السكاكين . تمييز أيضا بندبة تقطع شفته نتجت أثناء عراك في مراهقته . امتاز بوسامته وبعذوبة لسانه، بني الشعر والأعين .
كان إيتسيو في بدايته شخص متسرع باحثٌا عن الانتقام، ولكن الانتقام أعمته، وهذا ما جعله يقضى معظم حياته في الانتقام من رودريك بورجا إسكندر السادس , و أصبح لاحقٌا «المعلم الأعظم-جراند ماستر Grand Master» وهي أعلى رتبة في منظمة المغتالين وذلك بعد ما أصبح حكيمٌا في قراراته باحثًا عن الحقائق .

## وفاته
في صيف عام 1524, توفي إتزيو بعمر يناهز الخامسة والستون من عمره في ساحة كنيسة سانتا ماريا دل فيوري بفلورنسا جراء إصابته بسكتة قلبية وذلك بعد طعنه من قاتل جلس بجواره وطعنه بنصل خفي يرتديه ويظهر في الفيديو عند رفع يده انه يرتدي سلاح في اليد اليمنى وعند طعنه شعر بها ايزتو، وتوفي أمام زوجته وإبنته أثناء تسوقهم واخر شئ فعله هو النظر إليهم والابتسام.